# Städtisches Abendgymnasium für Berufstätige München
Das Städtische Abendgymnasium für Berufstätige der Landeshauptstadt München ist eine öffentliche Einrichtung des Zweiten Bildungswegs. Es führt Berufstätige im drei- oder vierjährigen Abendunterricht kostenlos zur allgemeinen Hochschulreife (Abitur). Dabei folgt der Oberstufenlehrplan den Lehrplänen des bayerischen Gymnasiums. Der Unterricht findet montags bis freitags in der Kernzeit von 17:10 bis 21:05 Uhr statt. Die Schule befindet sich im Anton-Fingerle-Bildungszentrum im Münchner Stadtteil Giesing. Es ist die einzige öffentliche und damit kostenlose Abendschule in Bayern.

## Geschichte
Ursprünglich wurde das Abendgymnasium für die Frauen und Männer geschaffen, die auf Grund der Kriegs- und Nachkriegsjahre nicht die Möglichkeit hatten, ihr Abitur zu erlangen. In der heutigen Form existiert die Schule seit 1961.
Heute bietet das Abendgymnasium allen Berufstätigen die Möglichkeit, sich kostenlos einen höheren Schulabschluss zu sichern und ihr Abitur nachzuholen.
Seit dem Schuljahr 2014/15 wird im Rahmen eines Schulversuchs für „Fünf-Tages-Klassen“ sogenannter Online-Unterricht angeboten. Die Schüler besuchen dabei wie in einer Fünf-Tages-Klasse viermal wöchentlich von 17:55 Uhr bis 21:05 Uhr das Abendgymnasium. Am fünften Tag kann dem Unterricht von zu Hause aus über eine Videositzung gefolgt werden.

## Organisation

### Träger
Trägerin des Städtischen Abendgymnasiums für Berufstätige ist die Landeshauptstadt München.

### Struktur und Unterrichtszeiten
Das Städtische Abendgymnasium gliedert sich in die zweijährige Eingangsphase (Vorkurs und Jahrgangsstufe I), in der der Unterricht im Klassenverband mit festem Fächerkanon abgehalten wird, und in die ebenfalls zweijährige gymnasiale Oberstufe nach den Bedingungen des bayerischen Gymnasiums (Jahrgangsstufen II und III).
Im Vorkurs und in der ersten Klasse werden Fünf-Tages- (Unterrichtszeit: Montag mit Freitag von 17:55 Uhr bis 21:05 Uhr)  und Vier-Tages-Klassen (Unterrichtszeit viermal wöchentlich von 17:10 Uhr bis 21:05 Uhr) angeboten. In der zweiten und dritten Klasse findet der Unterricht an fünf Tagen, montags bis freitags, statt. Der Vorkurs und die erste Klasse sind in der Regel dreizügig (also drei Klassen pro Jahrgangsstufe), die zweite und dritte Klasse zweizügig (also zwei Klassen pro Jahrgangsstufe) organisiert.
Der Unterricht am Städtischen Abendgymnasium ist kostenlos, die Kostenfreiheit gilt auch für die Schulbücher.

### Ausbildungsrichtungen
Naturwissenschaftlich-technologische Ausbildungsrichtung (NTAG) mit Schwerpunktfach Physik. 2. Fremdsprache wahlweise Französisch oder Latein

### Voraussetzungen
Für die Aufnahme muss eine der folgenden Voraussetzung erfüllt sein:
- Eine abgeschlossene Berufsausbildung von mindestens zweijähriger Dauer
- Eine mindestens zweijährige regelmäßige Berufstätigkeit
- Die Führung eines Familienhaushalts, der mindestens eine erziehungs- oder pflegebedürftige Person umfassen muss. In Ausnahmefällen kann es zu Sonderregelungen kommen. Für Kinder im Alter von sechs Monaten bis zu fünf Jahren gibt es an der Schule ein Betreuungsangebot.[5] Während der letzten drei Semester muss keiner Berufstätigkeit mehr nachgegangen werden und es besteht die Möglichkeit, sich mit Hilfe von Bafög eine finanzielle Unterstützung zu sichern.

## Freundeskreis
Der „Freundeskreis des Städtischen Abendgymnasiums München e.V.“, der 1983 von Studierenden, Ehemaligen und Lehrkräften des Abendgymnasiums gegründet wurde, wirkt seitdem als gemeinnütziger Förderverein der Schule. In dieser Funktion organisiert er die kostenlose Kinderbetreuung am Abendgymnasium, stellt finanzielle Mittel für diverse Schulveranstaltungen zur Verfügung, bezuschusst Studienfahrten und betreibt Werbung für die Schule. Die Finanzierung des Vereins erfolgt ausschließlich über Mitgliederbeiträge und Spenden.

## Absolventen
(Auswahl)
- Erwin Huber, Politiker[6]